# Stanhopea nigripes
Stanhopea nigripes är en orkidéart som beskrevs av Robert Allen Rolfe. Stanhopea nigripes ingår i släktet Stanhopea och familjen orkidéer.
Artens utbredningsområde är Peru. Inga underarter finns listade i Catalogue of Life.

## Bildgalleri

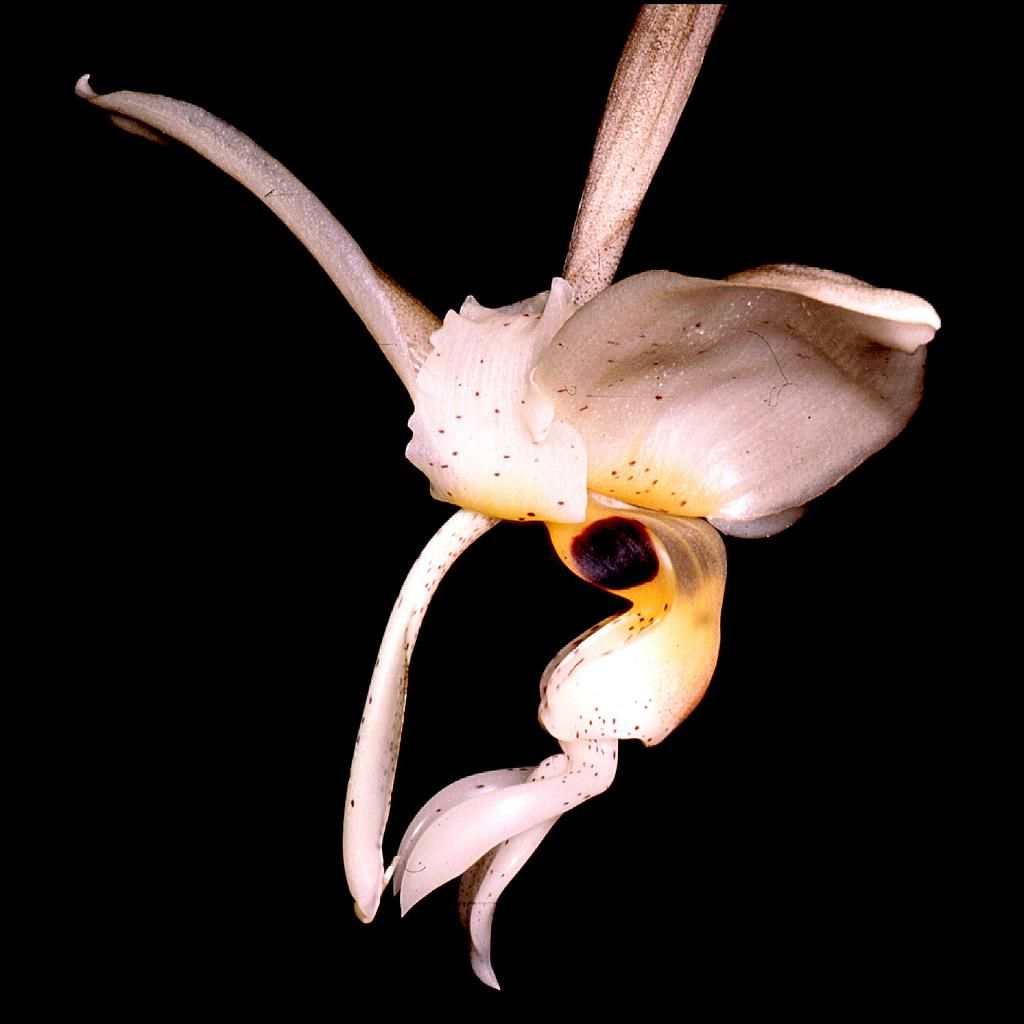